# Telegram Records Stockholm
Telegram Records Stockholm(Mekano Musik & Telegram Records) var ett svenskt skivbolag som grundades av Klas Lunding 1987 och såldes till WEA 1993. Bolaget avregistrerades 2005.
Lunding hade tidigare drivit skivbolaget Stranded Rekords. Efter att ha arbetat tillsammans med Willard på Mekano Records kom idén till ett nytt svenskt indiebolag fokuserat på att distribuera svensk musik utanför Sverige.
Skivbolaget knöt till sig ett flertal unga musiker som Rob'n'Raz, Leila K, Papa Dee, Pontus & Amerikanerna och Titiyo. Telegram hade under denna tid sitt kontor i en byrålåda hemma hos Lunding, men flyttade senare till Mistlurs lokaler på Roslagsgatan. 
1991 gick Just D över till Telegram, eftersom det ansågs ha mer resurser än deras skivbolag Ricochet Records. Senare tillkom artister som låg utanför det ursprungliga genreområdet såsom Stina Nordenstam, Olle Ljungström och Popsicle.
För att bredda sin publik gav bolaget 1988-1991 tillsammans med Swemix ut Nordik Beats, en serie samlingsskivor med svensk dansmusik och rap.
Under 1991-1992 gav Telegram ut ett antal maxisinglar med techno på underetiketten Ohm.
Lunding var även grundare av musikförlaget Telegram Publishing tillsammans med Willard Ahdritz och Gustav Hybbinette